# Gustav Kucz
Gustav Kucz (* 2. August 1901 in Sohrau, Schlesien; † 29. September 1963 in Berlin) war ein Archivar und Dolmetscher sowie Kirchenliedübersetzer.
In Schlesien geboren und in einer musikalischen Familie aufgewachsen, hatte sich Gustav Kucz 1948 in Berlin niedergelassen. 1952 heiratete er Christa Ochmann aus Kattowitz. In seiner Heimat hatte er bereits Polnisch gelernt, und nach einigen Semestern Medizinstudium brach er diese Ausbildung ab und widmete sich ganz den Fremdsprachen. Er beherrschte schließlich acht Sprachen und arbeitete als Archivar und beeidigter Dolmetscher u. a. bei der britischen diplomatischen Vertretung in Berlin. Er starb in Berlin-Schöneberg.
Im Jahre 1954 erhielt Kucz vom Berliner Verleger Adolf Strube den Auftrag, für die Veröffentlichung von Europäischen Weihnachtsliedern das in Polen populäre Lied Gdy się Chrystus rodzi zu übersetzen. Mit dem deutschen Text Als die Welt verloren fand dieses Lied dann 1993 auch Aufnahme in den Stammteil des deutschen Evangelischen Gesangbuchs (Nr. 53).